# Zethus bolivianus
Zethus bolivianus är en stekelart som beskrevs av Edoardo Zavattari 1912.
Zethus bolivianus ingår i släktet Zethus och familjen Eumenidae. Inga underarter finns listade i Catalogue of Life.